# 吉川峰夫
吉川峰夫（日语：／ Yoshikawa Mineo，1947年10月3日—），日本前男子篮球运动员。他曾代表日本国家队参加1972年夏季奥运会男子篮球比赛，获得第十四名。他也参加了1971年亚洲篮球锦标赛，获得金牌。